# 퓨어 스트라이크
PURE STRIKE는 프랑스 Babolat 사에서 2019년 10월에 출시한 테니스 라켓으로 공격 지향적인 플레이어를 위한 모델이며, "sharp control"로 정의하고 있다.
C2PUREfeel이라는 기술을 적용하여 진동을 줄였다고 소개하고 있으며, 블라인드 테스트 결과 2017년에 출시한 이전 모델 대비하여 더 나은 타구감과 컨트롤을 나타낸다고 한다.
유명 선수로는 도미니크 팀이 사용하는 라켓이다.
무게, 스트링 패턴, head size 별로 퓨어스트라이크 16x19, 퓨어스트라이크 18x20, 퓨어스트라이크 100, 퓨어스트라이크 TEAM, 퓨어스트라이크 LITE, 퓨어스크라이크 TOUR 모델이 있다.
도미니크 팀이 사용하는 라켓은 head size 98sq, 스트링 패턴 18x20, 305g으로 알려져 있으나,
보통 프로선수들은 305g보다 무거운 라켓을 사용하고, 시중 판매되는 모델을 본인에게 맞게 조정하므로 정확한 무게는 알 수가 없다.